# Glaubenberg Pass
Glaubenberg Pass är ett bergspass i Schweiz.   Det ligger i kantonen Obwalden, i den centrala delen av landet, 50 km öster om huvudstaden Bern. Glaubenberg Pass ligger 1 543 meter över havet.
Terrängen runt Glaubenberg Pass är bergig söderut, men norrut är den kuperad.
I omgivningarna runt Glaubenberg Pass växer i huvudsak blandskog. Runt Glaubenberg Pass är det ganska glesbefolkat, med 42 invånare per kvadratkilometer.